# Dziewica (skała)

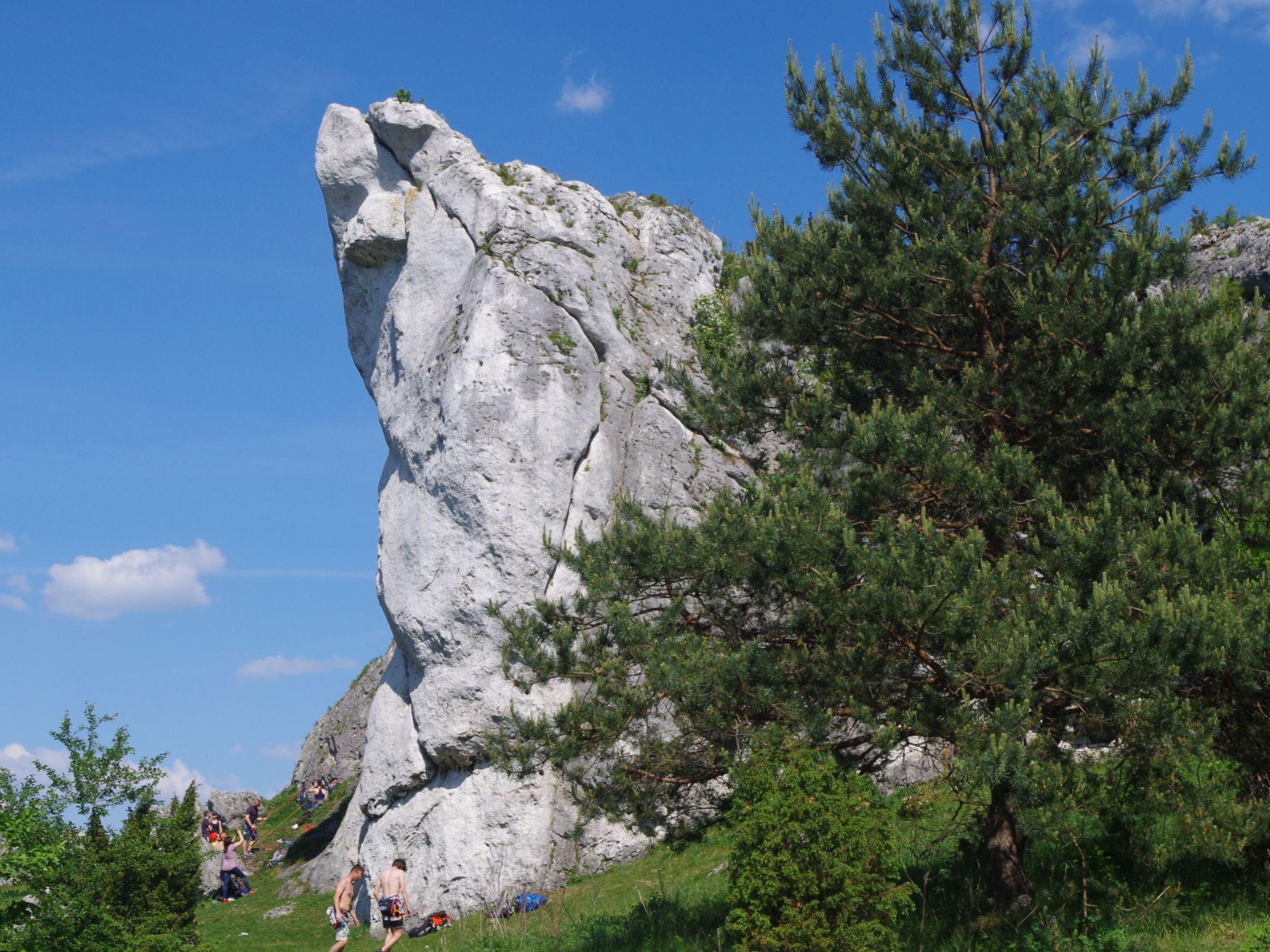

Dziewica – skała  na  wzgórzu Cegielnia na Wyżynie Częstochowskiej, we wschodniej części miejscowości Olsztyn w województwie śląskim, w powiecie częstochowskim, w gminie Olsztyn. Znajduje się na terenie bezleśnym w północno-wschodniej części wzgórza.
Należy do grupy skał zwanej Grupą Dziewicy. Zbudowana jest z  wapieni, ma wysokość 12-20 m, połogie i pionowe lub przewieszone ściany z takimi formacjami skalnymi jak filar, komin i zacięcie. Wspinacze poprowadzili na niej 57 dróg wspinaczkowych o trudności II – VI.7+ w skali Kurtyki. Mają wystawę zachodnią lub północno-zachodnią.

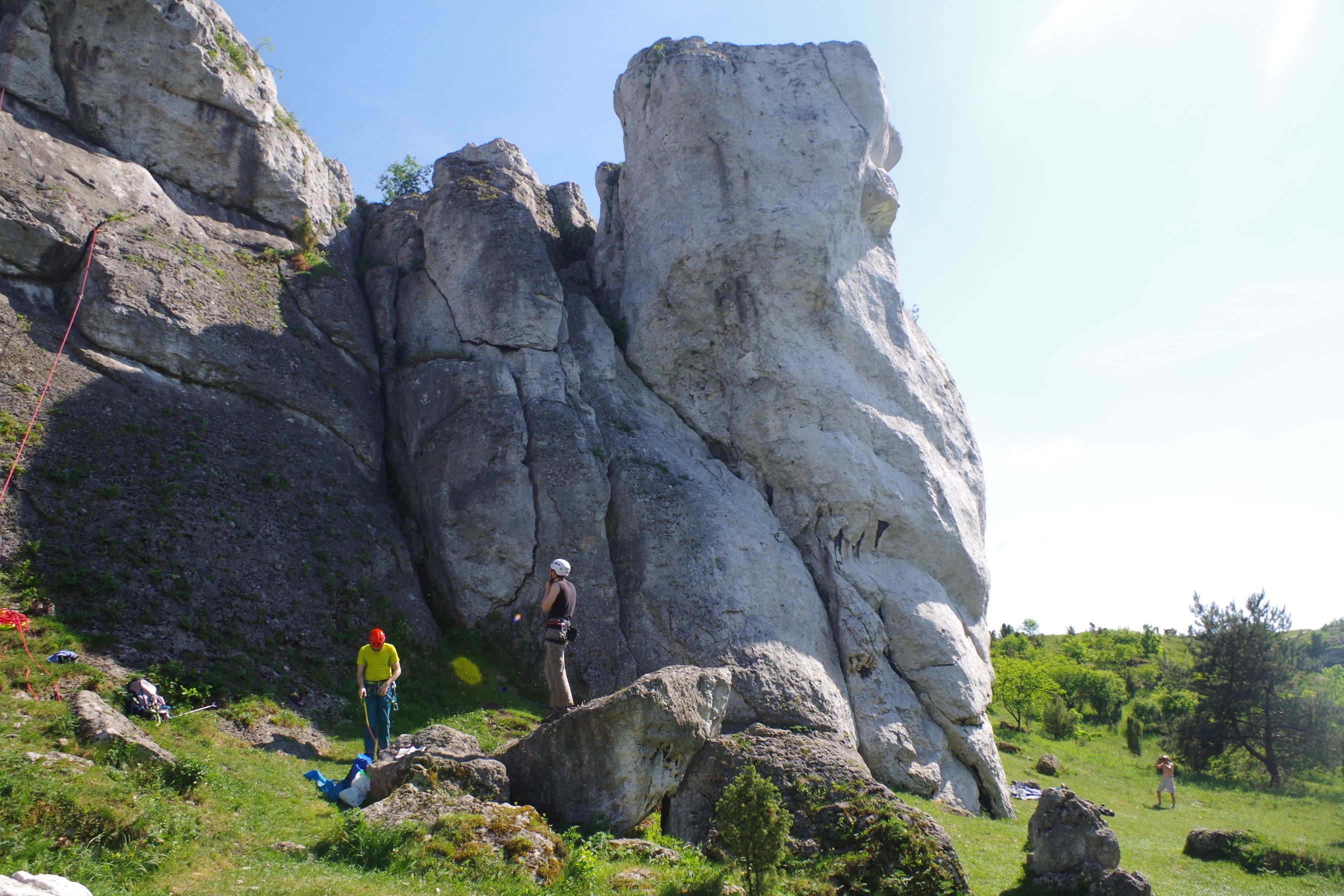